# Volvox Globator (nakladatelství)
VOLVOX GLOBATOR je české nakladatelství a vydavatelství.

## Historie
Firma vznikla počátkem roku 1990. Prvním počinem bylo vydávání literárního časopisu PLIVNÍK, který se zaměřoval na okrajovou poezii a prózu nekomerčního charakteru. V prvních edicích byly vydávány tituly v paperbackovém vydání. Nyní se nakladatelství snaží o vydávání knižní tvorby precizního grafického provedení.

## Produkce
Produkce knih má vzestupnou tendenci, jen pro srovnání z veřejně dostupných čísel:
- v roce 1996 bylo vydáno více než šest desítek knih orientovaných především na krásnou literaturu a naučnou literaturu,
- v roce 1997 a 1998 se jednalo o cca dvě desítky více,
- v roce 1999 bylo v edičním plánu uvedeno 144 titulů.

## Edice
pro díla překladové krásné literatury:
- NA CESTĚ (americká próza 20. století) – zatím vydány 52 svazky [1]
- ALBION (anglická próza) – částečný seznam titulů [2]
- MEDUSA (současná evropská próza) – částečný seznam titulů [3]
- ARKÁDA (světová literatura) – částečný seznam titulů [4]
- KAMENY (ruská literatura)
- FAUST (německy psaná literatura) – částečný seznam titulů [5]
- MOTTO: MEDVÍDEK PÚ (Medvídek Pú jako taoista, astrolog, filosof, ekonom, manažer, ale v každém případě hlavní hrdina)
- DIJON (francouzská literatura)
- MALÁ ŘADA (drobná díla známých i neznámých světových autorů)

pro naučnou a vzdělávací literaturu:
- ALEF (esoterika, hermetika)
- SEBRANÉ SPISY SHIMONA HALEVIHO
- KATARZE (filosofie)
- GARUDA (populárně-naučná literatura) - částečný seznam titulů [6]
- YPSILON (vztahy mezi člověkem a přírodou)
- LABYRINT (drogy a veškerá témata, která se přímo či okrajově této problematiky dotýkají) - částečný seznam titulů [7]
- BELLADONNA (velkoformátové obrazové publikace o méně známých rostlinách a netradičních způsobech jejich využití)
- VERBENA (léčivé rostliny, bylinářství)
- MANDRAGORA (magické rostliny) - seznam titulů [8]
- SRDCE A KŘÍŽ (tematika a příběhy světců)
- HISTORIA (historie, světové mýty a legendy)
- ORAKULUM (české mýty a legendy)
- TIBET (problematika Tibetu a jeho politické situace)
- EVOKACE (tematika rockové hudby a jejích osobností)
- MEMORY (osobnosti v literatuře)
- HOSTINA (knihy s kulinářskou tematikou, sjednocené národnostně anebo nábožensky)
- KUCHAŘKY NA OKRAJI (atypické kulinářské receptury a přístupy)
- SVĚTOVÉ OSOBNOSTI
- TANDEM (edice slavných dvojic)

## Překladatelská Anticena Skřipec
Tituly, vydané nakladatelstvím obdržely 2x překladatelskou Anticenu Skřipec, kterou uděluje Obec překladatelů. Šlo o tituly:
- 1998 - Výbor povídek izraelských autorů Cesta do Jericha. Překlad David Hron, ISBN 80-7207-147-5[9]
- 2000 - Michael Ondaatje, V kůži lva. Překlad: Jaroslav Kubrycht. ISBN 80-7207-318-4[9]